# Danièle Lairloup
Danièle Lairloup (née Duret le 26 janvier 1947 à Douai) est une athlète française, spécialiste du 400 mètres haies.

## Biographie
Licencié de 1974 à 1985 à l'EC Orléans, Danièle Duret est sacrée championne de France du 400 mètres haies en 1978.
Elle améliore à trois reprises le record de France du 400 mètres haies en 1977 et 1978, et celui du relais 4 × 400 mètres en salle en 1977.